# Kenan Fatkić
Kenan Fatkić, slovenski nogometaš, * 20. avgust 1997, Slovenj Gradec.
Fatkić je profesionalni nogometaš, ki igra na položaju vezista. Od leta 2022 je član švicarskega kluba Neuchâtel Xamax. Ped tem je igral za švicarska kluba Chiasso in Thun. V letih 2017 in 2018 je odigral šest tekem za slovensko reprezentanco do 21 let.